# Éamon de Valera
Éamon de Valera (/ eɪmən dɛvəlɛrə /, phát âm tiếng Ireland: [eːmˠən̻ˠ dʲɛ vˠalʲəɾʲə], còn được gọi là George de Valero, thay đổi thời gian trước năm 1901 sang Edward de Valera, 14 tháng 10 năm 1882 - 29 tháng 8 năm 1975) là một chính trị gia và chính khách nổi bật ở Ireland vào thế kỷ thứ hai mươi. Sự nghiệp chính trị của ông kéo dài hơn nửa thế kỷ, từ năm 1917 đến năm 1973; Ông từng giữ nhiều nhiệm kỳ là người đứng đầu chính phủ và người đứng đầu nhà nước. Ông cũng dẫn đầu việc đưa ra Hiến pháp của Ireland.
De Valera là một chỉ huy trong cuộc nổi dậy Phục Sinh năm 1916, một nhà lãnh đạo chính trị trong Chiến tranh Độc lập và chống đối Hiệp ước trong cuộc Nội chiến Ireland (1922-1923). Sau khi rời khỏi Sinn Féin vào năm 1926 do chủ trương kiềm chế, ông đã thành lập Fianna Fáil, và là người đứng đầu chính phủ (Chủ tịch Hội đồng điều hành, sau đó là Taoiseach) từ năm 1932 đến năm 1948, 1951-1954 và 1957-1959 khi ông từ chức Sau khi được bầu làm Tổng thống của Ailen. Niềm tin chính trị của ông đã phát triển từ chủ nghĩa cộng sản quân phiệt đến chủ nghĩa bảo thủ xã hội và văn hoá.

## Sách tham khảo
- Chapple, Phil (2005). "'Dev': The Career of Eamon De Valera Phil Chapple Examines a Titanic and Controversial Figure in Modern Irish History". History Review. Số 53. tr. 28. + in Questia
- Ferriter, Diarmaid (2007). Judging Dev: A Reassessment of the Life and Legacy of Eamon De Valera. Dublin. ISBN 1-904890-28-8.{{Chú thích sách}}:  Quản lý CS1: địa điểm thiếu nhà xuất bản (liên kết)
- Girvin, Brian. "Beyond Revisionism? Some Recent Contributions to the Study of Modern Ireland." English Historical Review (2009) 124#506:94-107· DOI: 10.1093/ehr/cen341
- Hogan, Gerard. "De Valera, the Constitution and the Historians." Irish Jurist 40 (2005).
- McCarthy, Mark. Ireland's 1916 Rising: Explorations of History-making, Commemoration & Heritage in Modern Times (Routledge, 2016).
- Murray, Patrick. "Obsessive historian: Eamon de Valera and the policing of his reputation." Proceedings of the Royal Irish Academy. Section C (2001): 37-65.
- Regan, John M. "Irish public histories as an historiographical problem." Irish Historical Studies 37.146 (2010): 265-292.
- Regan, John M. "Michael Collins, General Commanding‐in‐Chief, as a Historiographical Problem." History 92.307 (2007): 318-346.